# Alessandro Baccini (oboista)
Alessandro Baccini (Venezia, 12 maggio 1964) è un oboista italiano.
Alessandro Baccini nasce a Venezia nel 1964. Si forma al Conservatorio Benedetto Marcello di Venezia con Pietro Verardo per la Musica Antica, terminando gli studi nel 1982. Nel 1986, in quattro anni termina gli studi di Oboe con Bruno Baldan ancora una volta al conservatorio “B. Marcello” con il massimo dei voti e la lode.
Nel 1986 è prima parte all’Orchestra Sinfonica Siciliana e, successivamente, collabora in questo ruolo con diverse orchestre italiane e europee come l’orchestra sinfonica della RAI di Milano, l’http://www.sinfonicasanremo.it/it/?jjj=1587893041233, l’Orchestre Régional de Picardie (Francia), la European Community Chamber Orchestra Archiviato il 28 febbraio 2020 in Internet Archive. (GB) e altre.
Nel biennio 1986 - 1988 vince 14 Concorsi Nazionali e 8 Internazionali di Strumento e Musica da Camera con formazioni diverse (duo Oboe e pianoforte, Trio d’ance, Quartetto di Fiati e Trio Flauto Oboe e B.C.).
Nel 1989 vince il concorso di ammissione all’Hochschule für Musik Archiviato il 21 aprile 2020 in Internet Archive. di Freiburg (Germania) e si perfeziona con Heinz Holliger.
Alessandro Baccini debutta in ruolo solistico nella “Tribuna per giovani solisti italiani” con il concerto per oboe in do maggiore di Franz Joseph Haydn accompagnato dall’Orchestra del Gran Teatro La Fenice nel 1986.
In seguito, il debutto discografico è a Londra dove A. B. registra il concerto in do maggiore kv 314 di W.A. Mozart con l’European Community Chamber Orchestra.
Alessandro Baccini è stato docente in masterclasses di Oboe e di Musica da camera in Conservatori Italiani e nelle analoghe istituzioni di Alta Formazione Musicale come Accademie e Conservatori europei e non (Slovenia, Danimarca, Slovacchia, Estonia, Finlandia, Norvegia, Irlanda, Spagna, Romania, Lituania, Russia, Polonia).
Sue registrazioni per https://www.naxos.com/search/kwsresults.asp?q=Baccini&site=naxosalbums&x=0&y=0&ie=ISO-8859-15&output=xml_no_dtd&proxystylesheet=naxos_frontend_next&client=naxos_frontend&filter=0, Bongiovanni, Naxos, Centaur Records, Dynamic, IMP classics, EdiPan, PickWick, Stradivarius, MobyDick, CIR.
Opere di ricerca Musicale e revisione pubblicate da Editoria Lamuraglia, Eufonia (IT).

## Discografia Oboe Solista
Tomaso Albinoni Complete Oboe and two Oboes concerts: 

- Op. VII N. 2 in Do magg.
- Op. VII N. 3 in Sib magg.
- Op. VII N. 5 in Do magg.
- Op. VII N. 6 in Re magg.
- Op. VII N. 8 in Re magg.
- Op. VII N. 9 in Fa magg.
- Op. VII N. 11 in Do magg.
- Op. VII N. 12 in Do magg.

(Alessandro Baccini, Francesco Di Rosa, L’Offerta 
Musicale-orchestra da camera di Venezia) Bongiovanni - Bologna 

- Op. IX N. 2 in re min.
- Op. IX N. 3 in Fa magg.
- Op. IX N. 5 in Do magg.
- Op. IX N. 6 in Sol magg.
- Op. IX N. 8 in sol min.
- Op. IX N. 9 in Fa magg.
- Op. IX N. 11 in Do magg.
- Op. IX N. 12 in Re magg.

(Alessandro Baccini, Francesco Di Rosa, L’Offerta Musicale-orchestra da camera di Venezia) Bongiovanni - Bologna 
Collezione Harmonia Mundi - Concerto IV in Sol magg. 
(Alessandro Baccini, L’Offerta Musicale - orchestra da camera di Venezia) Bongiovanni - Bologna 
Johann Christian Bach  Oboe Quartett in B flat major 

(Alessandro Baccini, members of Nuovo Quartetto Italiano) Centaur Records - USA 
Vincenzo Bellini Concerto in Mi b magg. per Oboe e orchestra

(Alessandro Baccini, Orchestra Filarmonica Città di Adria) Tactus - Bologna
Alessandro Besozzi Integrale delle Sonate per Oboe e B.C. 

(Alessandro Baccini, Franco Perfetti, Stefano Celeghin) 
Sei Soli per Oboe e Basso 
- Sonata I in Re magg.
- Sonata II in Sol magg.
- Sonata III in Re magg.
- Sonata IV in Sol magg.
- Sonata V in Re magg.
- Sonata VI in Do magg.

Tactus - Bologna 
Fryderyk Chopin Variazioni su un tema di Rossini da “La Cenerentola” per Oboe e arch i 
(Reconstruction and edition by A. Baccini and S. Celeghin) 

(Alessandro Baccini, Orchestra Filarmonica Città di Adria) Tactus - Bologna 
Domenico Cimarosa – Arthur Benjamin Concerto per Oboe e archi

(Alessandro Baccini, Orchestra Filarmonica Città di Adria) 
Tactus - Bologna 
Gaetano Donizetti 
1) Andante sostenuto in fa min. per Oboe e archi 
2) Concertino per Corno Inglese e orchestra 

(Alessandro Baccini, Orchestra Filarmonica Città di Adria) Tactus - Bologna
Giuseppe Ferlendis Concerto in Fa magg. per Oboe e orchestra

(Alessandro Baccini, Orchestra Filarmonica Città di Adria) Tactus - Bologna 
Franz Joseph Haydn 
1) Divertimento in C major P. 115 
(Alessandro Baccini, members of Nuovo Quartetto Italiano, Luca Stevanato) Naxos - Germany 
2) Divertimento in C major P. 98 
(Alessandro Baccini, members of Nuovo Quartetto Italiano, Luca Stevanato) Centaur Records - USA 
Carlo Yvon Opera Integrale per Oboe: 
- Sonata per Corno Inglese e Pf.
- Canto Notturno “Guarda che bianca luna” per Oboe e Pf.
- Sei studi per Oboe con accompagnamento di pf. (Alessandro Baccini, Alessandro Cappella)
- Duetto per due oboi in Sol magg.
- Duetto per due oboi in Mi b magg. (Alessandro Baccini, Francesco Di Rosa)
- Capriccio per tre oboi

(Alessandro Baccini, Alessandro Cappella, Francesco Di Rosa, Chiara Staibano) 
Tactus - Bologna 
Jan Křtitel Václav Kalivoda Morçeau de Salon op.228 for Oboe and Piano 

(Alessandro Baccini, Alessandro Cappella) 
Bongiovanni - Bologna 
Wolfgang Amadeus Mozart Oboekonzert K 314 

(Alessandro Baccini, European Community Chamber 
Orchestra, Eivind Aadland) 
1st Pick-Wick - London 
2nd IMP Classics - England 
Wolfgang Amadeus Mozart Oboe Quartett Kv 370 

(Alessandro Baccini, members of Nuovo Quartetto Italiano) 
Centaur Records - USA 
Wolfgang Amadeus Mozart Adagio for English horn Kv 580a 

According to the new edition and reconstruction by A. 
Baccini and S. Celeghin 
(Alessandro Baccini, members of Nuovo Quartetto 
Italiano) 
Centaur Records - USA 
Carl Nielsen Two fantasy pieces op. 2 

(Alessandro Baccini, Alessandro Cappella) 
Bongiovanni - Bologna 
Arrigo Pedrollo Concertino per Oboe e archi

(Alessandro Baccini, Orchestra Filarmonica Città di Adria) 
Tactus - Bologna 
Johann Peter Pixis Grande Sonate op. 35 

(Alessandro Baccini, Alessandro Cappella) 
Bongiovanni - Bologna 
Gioachino Rossini Variazioni in Do per oboe e orchestra
Andante con Variazioni su “Tanti palpiti” da Tancredi per oboe e archi

(Alessandro Baccini, Orchestra Filarmonica Città di Adria) 
Tactus - Bologna
Gustav Schreck Sonata op.13 

(Alessandro Baccini, Alessandro Cappella) 
Bongiovanni - Bologna 
Mátiás Seiber  Improvization 

(Alessandro Baccini, Alessandro Cappella) 
Bongiovanni - Bologna 
Carl Stamitz 1) Oboe quartet Op. 8 n. 1 
2) Oboe quartet Op. 8 n. 3 
3) Oboe quartet Op. 8 n. 4

(Alessandro Baccini, members of Nuovo Quartetto Italiano) 
Naxos - Germany 
Ermanno Wolf-Ferrari Idillio-Concertino per Oboe, archi e due corni, op. 15

(Alessandro Baccini, Orchestra Filarmonica Città di Adria) 
Tactus - Bologna
Ermanno Wolf-Ferrari Concertino per Corno Inglese, archi e due corni, op.34

(Alessandro Baccini, Orchestra Filarmonica Città di Adria) 
Tactus - Bologna

## Musica da Camera
A.A.V.V. Anima Mundi 

Brophy, Gérard Obsidian, per fl, ob, cl, vn, va e vc 

Francis Miroglio Souffles de l’esprit brülant, per voce recitante e ensemble 

(Alessandro Baccini with Ex Novo Ensemble di Venezia, René Clemencic direttore) CIRS - Venezia 
Ambrosini, Claudio Big Bang Circus 

(Alessandro Baccini with Ex Novo Ensemble di Venezia) Stradivarius - Milano
Maderna, Bruno Chamber Music 
Serenata per un satellite 
Aulodia per Oboe d'Amore e chitarra 
(World Première according to original manuscript) 
Dialodia per Oboe e Flauto 

(Alessandro Baccini with members of Ex Novo Ensemble di Venezia) 
Stradivarius- Milano 
Oppo, Franco Silenzio, per contralto, oboe, violino, 
viola e violoncello

(Alessandro Baccini with Ex Novo Ensemble di Venezia) 
Edi Pan - Roma 
Respighi, Ottorino quintetto per Fiati 
Quintet in g minor for winds 

(Alessandro Baccini with Ex Novo Ensemble di Venezia) 
Dynamic - Genova
Rota, Nino Chamber Music 
Quintet for fl, ob, va, vc and harp (1935) 
Piccola Offerta Musicale for wind quintet 

(Alessandro Baccini with Susanna Mildonian - Harp – and Ex Novo Ensemble di Venezia) 
ASV - London
Samorì, Aurelio Pulsar Continuo 
Frammenti di un inno per fl, ob, cl 
Sulle tracce di greensleves per ob e vc 
Pulsar continuo per sei esecutori 

(Alessandro Baccini with Ex Novo Ensemble di Venezia) 
MobyDyck - Faenza 
Vandor, Ivan  Poèmes imaginaires (1987) per sette strumenti 

(Alessandro Baccini with Ex Novo Ensemble di Venezia) 
Edi Pan - Roma

## Edizioni
Albinoni, Tomaso Concerto IV in Sol Maggiore, Collezione Harmonia Mundi per oboe, archi e continuo

Revision and ornamentation by Alessandro Baccini
Ed.Editoria Musicale Lamuraglia
Bellini, Vincenzo Concerto in mi b maggiore per oboe e orchestra

Revision and cadenzas by Alessandro Baccini
Ed.Editoria Musicale Lamuraglia 
Besozzi, Alessandro Sei Soli per oboe e basso

Revision, ornamentation and cadenzas by Alessandro Baccini
Ed.Editoria Musicale Lamuraglia 
Chopin, Fryderyk Variazioni for oboe and strings on a Rossini’s Thema from La Cenerentola, "Non più mesta"

Revision and orchestration by Alessandro Baccini and Stefano Celeghin
Cadenzas and ornamentation by Alessandro Baccini 
Ed.  Editoria Musicale Lamuraglia
Donizetti, Gaetano (1797-1848) Andante sostenuto per Oboe e archi

Revision and orchestration by Alessandro Baccini and Stefano Celeghin
Cadenzas and ornamentation by Alessandro Baccini 
Ed.Editoria Musicale Lamuraglia
Mozart, Wolfgang Amadeus (1756-1791) Adagio Kv 580/a for Englishhorn, violin, viola and cello
Reconstruction by Alessandro Baccini and Stefano Celeghin
Ed.Editoria Musicale Lamuraglia
Rossini, Gioachino (1792-1868) Andante con Variazioni sul tema del Tancredi "Di tanti palpiti"

Revision and orchestration by Alessandro Baccini and Stefano Celeghin
Cadenzas and ornamentation by Alessandro Baccini 
Ed.Editoria Musicale Lamuraglia 
Rossini, Gioachino (1792-1868) Variazioni in Do per Oboe e orchestra

Revision Alessandro Baccini and Stefano Celeghin
Cadenzas and ornamentation by Alessandro Baccini 
Ed.Editoria Musicale Lamuraglia 
Yvon, Carlo (1798-1854) Duetto in Sol Maggiore per due oboi
Revision and cadenzas by Alessandro Baccini
Ed.Eufonia
Yvon, Carlo (1798-1854) Duetto in Mi b Maggiore per due oboi

Revision and cadenzas by Alessandro Baccini
Ed. Eufonia
Yvon, Carlo (1798-1854) Canto Notturno “Guarda che Bianca luna” per oboe e pianoforte

Revision, transcription and cadenzas by Alessandro Baccini
Ed.  Editoria Musicale Lamuraglia
Yvon, Carlo (1798-1854) Sei Studi per oboe con l'accompagnamento di pianoforte

Revision and cadenzas by Alessandro Baccini
Ed.  Editoria Musicale Lamuraglia